# David Rosenhan
David L. Rosenhan (22 de noviembre de 1929 - 6 de febrero de 2012) fue un distinguido psicólogo estadounidense y profesor emérito de la Universidad de Stanford, conocido por el Experimento de Rosenhan de 1973, que fue publicado en la revista Science con el título «On being sane in insane places» (en castellano, Acerca de estar sano en un medio enfermo).
Realizó la Licenciatura en Matemáticas en la Universidad Yeshiva (1951), luego continuó sus estudios en la Universidad de Columbia con un Máster en Economía (1953) y, finalmente, un Doctorado en Psicología (1958). Fue profesor de derecho y de psicología en la Universidad de Stanford desde 1971 hasta su jubilación en 1998.
Ocupó el cargo de presidente de la Sociedad Americana de Psicología y Derecho(1982-83) y del Consejo Americano de Psicología Forense(1980-81), Rosenhan fue miembro de la Asociación Americana para el Avance de la Ciencia, de la Asociación Americana de Psicología y de la Sociedad Americana de Psicología. Antes de incorporarse a la Facultad de Derecho de Stanford, fue miembro de las facultades del Swarthmore College, la Universidad de Princeton, el Haverford College y la Universidad de Pensilvania.
Además de su célebre experimento, sus contribuciones pasan por ser uno de los pioneros en la aplicación de métodos psicológicos a la práctica del derecho, incluyendo el examen de testigos expertos, la selección del jurado y la deliberación del jurado. También hizo aportes en el estudio e investigación en el área de la psicología educacional en el Educational Testing Service.
Rosenhan pasó los últimos años de su carrera como profesor emérito en el Departamento de Psicología de la Universidad de Stanford.